# Lene Kici
Die Höhlen von Lene Kici liegen etwa zwei Kilometer vom osttimoresischen Ort Tutuala (Verwaltungsamt Tutuala, Gemeinde Lautém) entfernt an der Ostspitze der Insel Timor. Sie befinden sich alle in einer aus dem Meer emporgehobenen Korallenkalksteinterrasse, in der auch die Höhle Lene Hara liegt. Die Terrasse ist nicht sehr hoch und die Tunneleingänge werden durch den Sekundärwald gut versteckt. Während der indonesischen Besatzungszeit (1975–1999) nutzten Kämpfer der FALINTIL die Höhlen als Versteck, ebenso lokale Familien 1999, um sich vor den pro-indonesischen Milizen zu verbergen.

## Lene Kici 1
Lene Kici 1 bildet etwa 100 m über dem Meer einen Tunnel in den Kalkstein. An der Oberfläche der Höhle finden sich nur verstreut einzelne Meeresmuscheln und nur wenig bis gar keine Ablagerungen. In zwei getrennten Bereichen findet sich eine Reihe Felsmalereien, darunter das Bild eines roten Kanus mit einem Aufbau im Zentrum, nahe dem Eingang, über einem schmalen Felsvorsprung. Das Bild ist zum Meer hin ausgerichtet und nur durch Klettern zu erreichen. Heck und Bug des Kanus tragen Verzierungen. Zu erkennen sind ein Ruder und vier menschliche Gestalten. Solche Bilder sind typisch für die „austronesische Maltradition“ (Austronesian Painting Tradition APT). Weiter innerhalb der Höhle gibt es weniger gut erhaltene rote Bilder, so wahrscheinlich auch einige mit verblassten geometrischen Figuren, zwei Handumrisse und ein komplett rot ausgemalter Fischschwanz. Der restliche Körper des Fisches wurde möglicherweise von Wasser weggewaschen.

## Lene Kici 2
Etwa 50 Meter nordöstlich von Lene Kici 1 liegt die Tunnelhöhle Lene Kici 2. Hier findet sich eine gewisse Höhe an Sedimenten. In der Höhle sind zwei Sonnensymbole (Kreise mit Strahlenkranz) in Rot abgebildet. Weitere Gemälde mit schwarzer Farbe, eventuell einfache, stilisierte Boote, wurden über verblasster roter Farbe gemalt, deren Motiv man nicht mehr erkennen kann. Abstrahierte Bilder von Booten sind eigentlich von der Berau-Bucht in Westpapua bekannt, aber auch von  anderen Orten in Osttimor, wie zum Beispiel Vérulu. Die roten Sonnensymbole ähneln jenen in der Höhle von Lene Hara in der Berau-Bucht und in verschiedenen Variationen in Dudumahan auf der Molukkeninsel Kei Kecil. Variationen dieser strahlenumkränzten Kreise fanden sich auch auf Tongefäßen, die man in Niki-Niki (Westtimor) entdeckte. In Lene Kici 2 gibt es auch Spuren einer Besiedlung in der jüngeren Zeit. Einheimische berichten, dass sich Einwohner von Tutuala, während der Gewaltwelle von 1999, hier vor den pro-indonesischen Milizen versteckten.

## Lene Kici 4
Lene Kici 4 bildet einen Tunnel, 20 Meter westlich von Lene Kici 1. Nummer 4 ist etwa sieben Meter tief und vier Meter breit. Felsmalereien finden sich anderthalb Meter oberhalb des Bodens, dreieinhalb Meter entfernt vom Eingang. Ein komplett rot ausgemalter Anthropomorph und andere unbestimmbare rote Figuren sind alle verblasst und mit einer Carbonat-Schicht bedeckt. Der Anthropomorph ist kopflos und scheint ein Objekt in der rechten Hand zu halten.

## Lene Kici 5
Lene Kici 5 ist ein großer Tunnel, 25 Meter westlich von Lene Kici 4. Sie führt etwa 30 Meter in das Gestein und ist etwa 15 Meter breit. Etwas Tageslicht reicht bis an das Ende der Höhle. Sie bietet mindestens zwei Bilder von Handumrissen neben weiteren verblassten, roten Motiven, etwa anderthalb Meter oberhalb des Bodens, sieben Meter vom Eingang entfernt. Die Höhle hat einiges Sediment abgelagert und Muschelschalen an der Oberfläche. Eine große Muschel wurde an die Wand der Höhle gestellt, um Wassertropfen von der Decke aufzufangen.

## Lene Kici 6
Lene Kici 6 ist ein kleinerer Tunnel, rechts von Lene Kici 5. Sie hat weiter hinten in der Kammer mindestens ein Bild eines roten Handumrisses und weitere verblasste, rote Markierungen.